# Vogleria caudata
Vogleria caudata är en fjärilsart som beskrevs av Weyenbergh 1876. Vogleria caudata ingår i släktet Vogleria och familjen bastardsvärmare. Inga underarter finns listade i Catalogue of Life.